# Верхньоторецька селищна рада
Верхньоторе́цька се́лищна ра́да —   колишня  адміністративно-територіальна одиниця та орган місцевого самоврядування в Ясинуватському районі Донецької області. Адміністративний центр — селище міського типу Верхньоторецьке.

## Загальні відомості
- Населення ради: 4 682 особи (станом на 2001 рік)

## Населені пункти
Селищній раді підпорядковані населені пункти:
- смт Верхньоторецьке
- с. Василівка
- с-ще Бетманове
- с. Троїцьке

## Склад ради
Рада складається з 22 депутатів та секретаря.
- Голова ради:
- Секретар ради: Шальнєва Ольга Євгенівна

### Керівний склад попередніх скликань
| Прізвище, ім'я, по батькові   | Основні відомості                                                                      | Дата обрання | Дата звільнення |
| ----------------------------- | -------------------------------------------------------------------------------------- | ------------ | --------------- |
| Боброва Людмила Володимирівна | Селищний голова, 1955 року народження, позапартійна                                    | 26.03.2006   | 12.03.2008      |
| Бондаренко Микола Павлович    | Селищний голова, 1954 року народження, член Партії регіонів                            | 30.11.2008   | 31.10.2010      |
| Странадко Павло Юрійович      | Селищний голова, 1967 року народження, освіта середня спеціальна, член Партії регіонів | 31.10.2010   | 10.10.2018      |

Примітка: таблиця складена за даними сайту Верховної Ради України

### Депутати
За результатами місцевих виборів 2010 року депутатами ради стали:

#### За суб'єктами висування
| Суб'єкт висування | Кількість обраних депутатів | %   |
| ----------------- | --------------------------- | --- |
| Самовисування     | 22                          | 100 |

#### За округами
| № округу | Прізвище, ім'я, по батькові     | Дата визнання обраним | Освіта  | Партійна приналежність | Відомості про обраного депутата                                  |
| -------- | ------------------------------- | --------------------- | ------- | ---------------------- | ---------------------------------------------------------------- |
| 2        | Сопін Олександр Сергійович      | 01.11.2010            | вища    | позапартійний          | тимчасово не працює                                              |
| 3        | Боброва Людмила Володимирівна   | 01.11.2010            | вища    | позапартійна           | Верхньоторецька селищна рада, секретарь                          |
| 4        | Долга Тетяна Миколаївна         | 01.11.2010            | вища    | член Партії регіонів   | дошкільний навчальний заклад «Топольок», вихователь              |
| 5        | Коломєєць Тетяна Іванівна       | 01.11.2010            | вища    | член Партії регіонів   | Верхньоторецька селищна рада, касир апарату виконавчого комітету |
| 6        | Дергачов Микола Миколайович     | 01.11.2010            | вища    | член Партії регіонів   | приватний підприємець                                            |
| 7        | Левадня Ольга Григорівна        | 01.11.2010            | середня | член Партії регіонів   | Верхньоторецька поліклініка, завгосп                             |
| 8        | Морозова Наталія Миколаївна     | 01.11.2010            | вища    | член Партії регіонів   | ЦКіД смт Верхньоторецьке, директор                               |
| 9        | Мартиненко Олена Іванівна       | 01.11.2010            | вища    | позапартійна           | бібліотека м. Ясинувата, завідувачка                             |
| 11       | Странадко Наталія Анатоліївна   | 01.11.2010            | вища    | член Партії регіонів   | станція Ясинувата, черговий помічник начальника вокзалу          |
| 12       | Сагірова Тамара Семенівна       | 01.11.2010            | середня | позапартійна           | Донецька залізниця, провідник                                    |
| 13       | Бабарика Сергій Васильович      | 01.11.2010            | середня | позапартійний          | локомотивне депо «Ясинувата — Західне», бригадир                 |
| 14       | Антіпова Олена Леонідівна       | 01.11.2010            | вища    | член Партії регіонів   | загальноосвітня школа селища Красний Партизан, вчитель           |
| 15       | Єрмоленко Григорій Іванович     | 01.11.2010            | середня | позапартійний          | БМЕЦ-9, сторож                                                   |
| 16       | Павлова Тетяна Миколаївна       | 01.11.2010            | вища    | позапартійна           | ДС ст. Ясинувата, оператор                                       |
| 17       | Аксьонов Григорій Олександрович | 01.11.2010            | вища    | позапартійний          | пенсіонер                                                        |
| 18       | Сопіна Тетяна Василівна         | 01.11.2010            | вища    | член Партії регіонів   | фельдшерський пункт с. Красний Партизан, медична сестра          |
| 19       | Вітер Олександр Григорович      | 01.11.2010            | вища    | позапартійний          | пенсіонер                                                        |
| 20       | Кривогубова Людмила Валеріївна  | 01.11.2010            | вища    | позапартійна           | Ясинуватська районна рада, головний спеціаліст                   |
| 21       | Рибальченко Алла Василівна      | 01.11.2010            | вища    | позапартійна           | Ясинуватські електричні мережі, контролер                        |
| 22       | Казанцева Олена Вікторівна      | 01.11.2010            | вища    | позапартійна           | тимчасово не працює                                              |
| 23       | Юхимець Микола Олексійович      | 01.11.2010            | вища    | позапартійний          | селянське фермерське господарство «Менора», голова               |
| 24       | Брага Марія Олександрівна       | 01.11.2010            | вища    | позапартійна           | тимчасово не працює                                              |